# クンダリニー

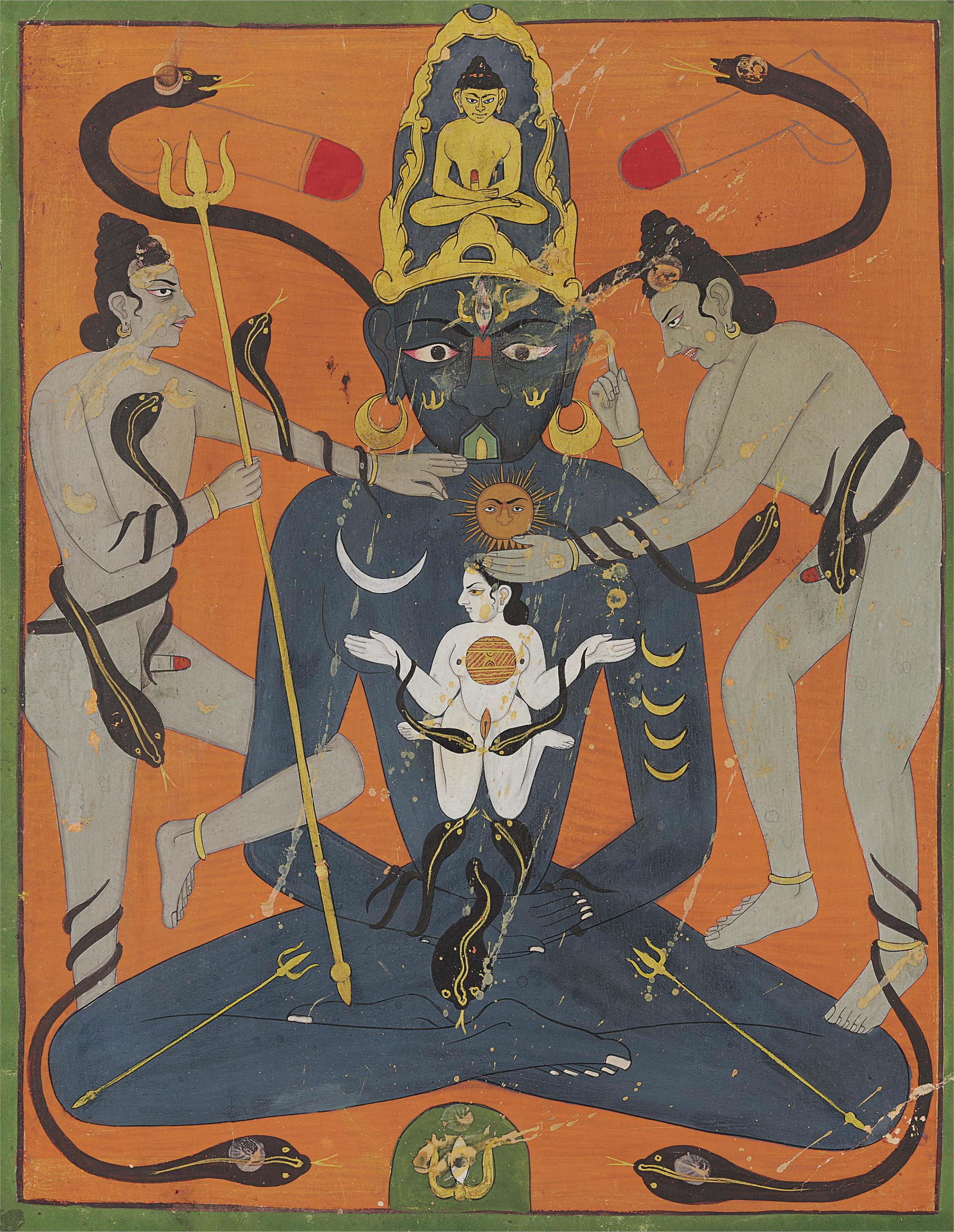
クンダリニー・タントラ　18世紀　ラージャスターン地方　タントラにおけるシンボルである、太陽と月、チャクラ、蛇（クンダリニー）、ヨーニ、リンガ、トリシューラが描かれている。

クンダリニー（Kundalini、サンスクリット: कुण्डलिनी、 kuṇḍalinī 発音）とは、インドの思想実践における、人体の脊椎の基部に蛇のようにとぐろを巻いて休眠している生命エネルギーの概念である。クンダリーとも。
本項の解説は、クンダリニー・ヨーガの立場による。

## 語源
Kundalini （クンダリニー）は、サンスクリットで「螺旋を有するもの」を意味する kundalin （クンダリヌ）の女性形主格である。kundalin は、「螺旋」「コイル」「巻き毛」「環」などを意味する kundala（クンダラ）から派生している。1875年にアメリカで結成された神秘思想団体・神智学協会の3代目会長ジョージ・アルンデールは、この kundala と、「焼く」「燃える」を意味する kund （クンド）、「皿」「穴」を意味する kunda （カンダ）が、Kundalini の語根であると述べている。

## 略説
ヒンドゥー教シヴァ派のナート派（Natha, Nath。ナータ派とも）の伝説的な開祖マッツェーンドラナート（マツイェーンドラナータ）が説く宇宙生成論・身体論では、人間の身体は、個我（個々人の魂）を形成する低次のレベルのシャクティによって維持されており、このシャクティは身体の会陰部に休眠するクンダリニーとして想定されている。クンダリニーは三回半とぐろを巻いた蛇の姿で表される。クンダリニーは通常眠っていると考えられているが、誰しもが自分でも気づかないほどの穏やかなレベルで覚醒しているという見解もある。
ナート派は疑似的な人体生理学を持ち、頭頂には千花弁の蓮華の形をしたチャクラ（サハスラーラ）に「至高のシヴァ」が住すとされ、個我のシャクティであるクンダリニーをハタヨーガで覚醒させ、「至高のシヴァ」のもとに昇らせ、二元を会合させて二元の同一性である「至高の歓喜」を獲得することを目指す。
ヨーガの歴史的研究を行ったイギリスの研究家マーク・シングルトンによれば、近代インドの傾向において、ハタ・ヨーガ（あるいはクンダリニー・ヨーガ）は望ましくない、危険なものとして避けられてきたという。ヴィヴェーカーナンダやシュリ・オーロビンド、ラマナ・マハルシら近代の聖者である指導者たちは、ラージャ・ヨーガやバクティ・ヨーガ、ジュニャーナ・ヨーガなどのみを論じ、高度に精神的な働きや鍛錬のことだけを対象とした一方、ハタ（またはクンダリニー）といったヨーガは危険か浅薄なものとして扱った。
クンダリニー・ヨーガに類似するものとしては、チベット密教のゾクリム（究竟次第）などがある。また、グル等が弟子に対し直接手を触れるなどして高い霊的エネルギーの受け渡しを行うシャクティーパット等、他者の力を呼び水とする方法もある。
2021年に、宗教的覚醒と精神病、クンダリニー症候群などをテーマとしたシンポジウムが日本トランスパーソナル心理学/精神医学会により開催された。

### 西洋
近代〈神智学〉のチャールズ・W・レッドビーターは、このヨーガで、人間や物体がまとうオーラの感知、自然霊との交信、遠隔地の看取、アカシック・レコードによる過去視・未来視、肉体を包んでいる霊的身体の存在、宇宙の霊的な多層性を感得するといった、次元の異なる存在を知覚できる「透視力」を獲得したという。

### ナディーとの関係
体内（霊体）にあると言われるナディー（脈管）の中でも代表的なものは、動的で男性的性質のピンガラー・ナディー（別名・太陽の回路）、静的で女性的性質のイダー・ナディー（別名・月の回路）、そして身体の中央を貫いており、調和をもたらすスシュムナー・ナディーの3つがあり、ピンガラー・ナディーとイダー・ナディーは、スシュムナー・ナディーを4回交差している。ピンガラー・ナディーとイダー・ナディーの調和のとれた活性と浄化という条件の下、スシュムナー・ナディー内をクンダリニーが上昇した結果訪れるサマーディに入定することが、サマーディより出定後も安全に高い霊性を維持していくための条件とされる。
なお、「ナーディ」と表記されるものも散見されるが、サンスクリット語の初心者がやりがちな間違いである

## クンダリニー症候群
非常に高度なヨーガの実践が、専門家の指導による必要な準備と予防措置を講じず適切に行われなかった場合、副作用が生じることがある。（クンダリニーが実在すると仮定して）クンダリニー覚醒によるとされる人間に起こる現象は精神疾患に類似する場合があり、精神衛生の専門家であっても両者を区別することは困難である。研究者の中には、クンダリニー覚醒を、筋肉の運動、知覚、精神的体験の変化に起因するものとし、これを「生理的クンダリニー症候群（Physio-kundalini syndrome。略称・PKS））」と表現する者もいる。クンダリニー症候群（英：Kundalini syndrome）とも。霊的・精神的・身体的な準備ができていないにもかかわらずクンダリニーがある程度覚醒してしまったために、様々な症状を発症することである。トランスパーソナル心理学・精神医学の分野で研究が進められているが、研究途上にあり科学的・客観的根拠に乏しいため、研究者によって考え方が異なっている。
ある研究では、施設に収容されている統合失調症患者の25-30%がクンダリニー現象を経験したと推定されるが、一方別の報告では、（外からの強制でない）自然発生的な・自発的なクンダリニー覚醒は、神経症から精神病に至るまでの「数えきれない」精神の疾患の症例との関連が主張されている。巻口勇一郎によると、他の病気にもみられる症状を、自分でクンダリニー症候群だと思い込むケースが多い。クンダリニー症候群であるにもかかわらず精神病と誤診されるケースがあるという意見もある。生理的クンダリニー症候群は「男性よりも女性に」「若い世代ほど」経験者が多いといった調査結果も存在する。

### 発症要因
巻口勇一郎によると、中毒症状や病気、過労、仙骨付近の負傷、臨死体験（NDE後遺症）などにより発症する可能性がある。特に臨死体験（NDE）経験者が最もクンダリニー上昇に近い経験をしているという主張が欧米の研究者を中心になされている。他に、急進的な解脱願望を抱いた状態または神への絶対帰依を欠いた状態での修行の継続の結果や、さらには人生の困難、交通事故などにより身体にかかる衝撃、出産時のショック、過度の前戯などによっても誘発されるおそれがあるという説がある。巻口勇一郎は、LSDなど薬物を利用した覚醒は偽りのものであり、アクシデントに陥りクンダリニーが堕胎してしまう危険性が高いとしている。

### 症例
自律神経系のうち交感神経系の暴走からくる自律神経失調症をはじめ、至福恍惚感、全身の激しい脈動、脈拍数の増加と高血圧、片頭痛、急性または慢性の疲労、性欲の昂進あるいは減退、統合失調症的症状、幻視・幻聴、抑鬱、神経症などを発症するおそれがあり、臨死体験や空中浮遊、脳溢血や半身不随、自殺などを招いてしまうなどと主張するグルもいる。
巻口勇一郎によると、元々境界例や自己愛的な病を患っていたり精神病を潜在的に抱えている場合に、クンダリニー覚醒に先立って元々の病が押し出されるという説もある。

### 統御・鎮静法
巻口勇一郎は、クンダリニーの知性に心身を委ねる、ピンガラー・ナディーとイダー・ナディーの不均衡を鼻孔の左右どちらかで呼吸することにより調節する、裸になり濡れた土の上に横になりアースする、首から下を冷水の中に沈める等の方法が有効としている。また、労働環境や生活様式の改善、感情の解放（自他の許し）、執着している事物を手放し諦めること、瞑想状態でのハタ・ヨーガのアーサナなども対処法として考えられるとしている。